# Paganese Calcio 1926
La Paganese Calcio 1926 S.r.l., meglio nota come Paganese, è una società calcistica italiana con sede nel comune di Pagani. Milita in Serie D, la quarta divisione del campionato italiano.
Il colore sociale è l'azzurro e il simbolo è una stella. Disputa le partite interne allo stadio Marcello Torre.
Sotto la guida del Patron Raffaele Trapani, la Paganese milita in Serie C per 16 anni, maggior sodalizio sportivo per gli azzurrostellati.

## Storia

### Le origini del calcio a Pagani
Nel 1912 Pasquale Carosella istituisce all'interno della sua società, l'Associazione Giovanile Paganese, con sezione ciclistica e calcistica, la Pagani Football Club, che non parteciperà mai ad alcun campionato ma disputerà incontri di carattere amichevole..

### I primi campionati

Una formazione della Paganese del campionato 1928-1929.

Nel 1926 nasce l'Unione Sportiva Paganese con soci fondatori: Amendola Alfonso, Attianese Errico, Baldanza Giuseppe e Michele, Califano Daniele, Capriglione Domenico e Francesco, Celentano Vincenzo, Confessore Raffaele, Damiani Gabriele, De Palma Costantino, De Pascale Nicola e Ninì, Donnarumma Isaia e Mario, Falcone Salvatore, Ferrara Ferdinando, Giordano Errico, Marrazzo Francesco, Saturno Bonaventura, Carlo e Paolo, Torre Francesco e Giuseppe, Tramontano Carlo e Mario. Una volta costituiti i quadri societari (1927), e con l'avvenuta affiliazione alla FIGC (1928), alla neonata squadra serve un campo da gioco. Prima della nascita della società, infatti, i calciatori di Pagani giocavano in una vasca di via Sorvello di raccolta di acque piovane, e solo nel marzo 1928 fu concesso il terreno per il campo da gioco.
Il primo campo sportivo nacque al centro della città, in corso Padovano, dove oggi si trova la Villa Comunale: fu il "Campo del Pino", così chiamato perché sorgeva al centro del paese, dove si ergeva un gigantesco pino (simbolo della città) piantato trecento anni prima nel giardino dell'allora convento delle Suore Carmelitane.
Il primo allenatore fu Carlo Venturini, già difensore della Salernitana, che a Pagani ebbe il doppio ruolo di guida tecnica e giocatore.
La squadra si piazzò al quarto posto nel campionato di Terza Divisione 1928-1929, e fu promossa in Seconda Divisione.
La stagione 1929-30 deve essere annoverata tra le più importanti nella storia del calcio paganese. La formazione allenata dal tecnico Gherloni con presidente Costantino Astarita fu la grande sorpresa del campionato di Seconda Divisione 1929-1930 – Girone A. Al termine di 18 combattutissime partite la Paganese si aggiudicò il girone superando squadre del calibro di Reggina, Catania e Cosenza. Grazie al primo posto nel girone la Paganese, insieme alla Reggina, approdarono alle finali interregionali che avrebbero decretato la squadra promossa in Prima Divisione. La Paganese vi arrivò esausta, non disponendo di una rosa di calciatori molto ampia a disposizione e così dovette arrendersi in casa sia alla Reggina, che pure aveva battuto nella regular season per 2-0, sia al Molfetta.
Il risultato portò lo scoramento tra i dirigenti azzurri che con un duro comunicato stigmatizzarono il comportamento degli atleti azzurri rei a loro dire di scarso attaccamento ai colori sociali. Per ragioni economiche la Paganese quindi retrocede in Terza Divisione Campania.
Nella stagione 1932-33 la Paganese sfiorò per un soffio la promozione in seconda divisione ma al termine di un'annata caratterizzata da alti e bassi, venne ripescata nella categoria superiore. Nella stagione successiva si classifica al quarto posto in Seconda Divisione regionale.

### Gli anni d'oro

La Paganese alla fine degli anni 1970 allenata da Vincenzo Montefusco.

Nel 1967 la Paganese conquistò la Serie D, categoria nella quale disputò nove stagioni fino alla promozione in Serie C, avvenuta nel 1976. Il salto di categoria venne accompagnato dalla costruzione del nuovo stadio comunale (intitolato poi a Marcello Torre) e all'abbandono, quindi, dello stadio Del Forno, che aveva a sua volta sostituito il "Campo del Pino". La Paganese, nel campionato di Serie C 1976-1977, sfiorò la promozione in serie B, giungendo seconda alle spalle del Bari. Gli azzurrostellati subiscono solo 4 sconfitte di cui 2 nella fase conclusiva del torneo allorquando la rimonta sul Bari non sembrava più cosa possibile, vincono 14 incontri e ne pareggiano 20.
Probabilmente con un attaccante maggiormente prolifico qualche pareggio si sarebbe trasformato in vittoria ma il campionato che la Paganese disputò rimane la massima espressione calcistica che mai Pagani abbia saputo offrire. Fu una stagione memorabile comunque: secondo posto finale dietro il Bari e semifinale della Coppa Italia Semiprofessionisti contro la Sangiovannese, che superò i campani accedendo alla finale vinta poi dal Lecco.
I tanti soldi spesi suggerirono ai dirigenti di allora di non spingersi oltre con il disavanzo societario. Pertanto si decide di allestire per il campionato di Serie C 1977-1978 una squadra giovane. Alla fine la Paganese si classifica decima al termine del campionato, riuscendo a conquistare l'accesso alla Serie C1, che sarebbe stata introdotta l'anno successivo in seguito alla divisione del torneo di Serie C in C1 e C2.

Angelo Mammì, recordman di reti e terzo giocatore più presente di sempre in maglia azzurrostellata. Tra il 1984 e il 1993 allenò anche la Paganese in tre periodi diversi.

A dare lustro alla stagione calcistica 1977-1978 è la partecipazione al torneo Anglo-Italiano. La Paganese ne aveva conquistato il diritto a farvene parte in seguito al secondo posto ottenuto l'anno precedente. La Paganese sbarcò in Inghilterra e ricevette ospitalità nel mitico "Highbury Stadium" stadio dell'Arsenal, dove la Paganese preparò le sfide contro le formazioni inglesi. Gli azzurri fanno il loro debutto a Londra contro il Wealdstone F.C. il 22 marzo 1978 e vengono sconfitti per 4-2. Tre giorni dopo gli azzurri si arrendono al Bath City F.C. per 2-0. Nelle due gare disputate a Pagani gli azzurrostellati superano il Bangor City per 1-0 ma vengono successivamente battuti dal Nuneaton Town F.C. per 3-1.
I campionati successivi videro gli azzurrostellati protagonisti di stagioni culminate con la retrocessione in Serie C2 nel 1979. Tuttavia, già al termine della stagione di Serie C2 1979-1980 la squadra si classificò al secondo posto, alle spalle del Cosenza, riapprodando nuovamente in Serie C1. Nel campionato di Serie C1 1980-1981 la formazione azzurro-stellata si classifica al 6º posto. Nel successivo campionato di Serie C1 1981-1982, si classifica nuovamente al sesto posto, avendo così diritto a partecipare alla Coppa Italia 1982-1983 di Serie A e B. Inoltre è semifinalista nella Coppa Italia Serie C 1982-1983. Alla fine della stagione 1982-1983 la squadra retrocedette di nuovo in Serie C2. Disputò altre quattro stagioni in tale categoria fino al 1987, quando la sconfitta col Frosinone all'ultima giornata di campionato sancì la retrocessione in Interregionale per i campani e la contemporanea promozione in Serie C1 degli avversari ciociari.

### Gli anni 1990
Nell'estate del 1990 è l'imprenditore edile Raffaele Iacuzio, già dirigente della Paganese durante la presidenza De Risi ai tempi della serie C, a farsi avanti affinché il calcio a Pagani non scompaia. La squadra retrocessa in Prima Categoria fu abbandonata e si poté iscrivere in Promozione solo con l'acquisizione del titolo dell'A.C. Stabia.
Il campionato di Eccellenza 1991-1992 per gli azzurri si rivela un campionato entusiasmante. Mattatore della stagione è l'attaccante Peppe Orlando capace di ben 19 marcature. La prima gara di campionato si disputa in trasferta a Cava de' Tirreni contro la favorita del girone dove gli azzurrostellati si impongono per 2-1. È l'inizio di un cammino trionfale interrotto solo alla settima giornata in seguito alla sconfitta nel derby con la Nocerina e alla nona (Gelbison, 0-1). Con venti vittorie, sette pareggi e solo tre sconfitte, la Paganese si aggiudica il torneo con quattro gare di anticipo e ritorna nel campionato Interregionale denominato Campionato Nazionale Dilettanti. Nel Campionato Nazionale Dilettanti 1992-1993 si classifica quattordicesima salvandosi. Tuttavia nel Campionato Nazionale Dilettanti 1993-1994, pur disputando un buon torneo, classificandosi al decimo posto, retrocede in Eccellenza Campania per motivi economici.
L'annata 1996–1997 vide la sfida stracittadina tra Paganese e Real Paganese con quest'ultima che arrivò a sfiorare la conquista della Coppa Italia dilettantistica riservata alle squadre della regione Campania. Nella Finale disputata a Portici, viene sconfitta dalla Boys Caivanese. Nel campionato di Eccellenza 1996-1997 la Real contende all'Angri la vittoria di campionato. Gli azzurri si classificano al secondo posto e partecipano ai play-off dell'Eccellenza sfidando ancora la Boys Caivanese. Nella gara di andata giocata al "Torre" non va oltre lo 0-0. In quella di ritorno viene sconfitta per 2-1 e deve rinunciare ai sogni di promozione nel campionato di serie D.
Al campionato di Eccellenza 1997-1998 prende parte solo la Real Paganese (la Paganese del presidente Francione cede il titolo al San Marzano). Si punta chiaramente alla vittoria del campionato. La Real Paganese, dopo un lungo inseguimento, giunge seconda a pari merito con la Palmese. Pertanto è necessario uno spareggio per decretare quale delle due squadre debba accedere agli spareggi per la promozione nel campionato di categoria superiore. Lo spareggio si disputa sul campo neutro di Benevento, e vide la sconfitta della Paganese dopo i rigori.

### Gli anni 2000

Domenico Giacomarro traghettò la Paganese fino alla conquista dello Scudetto Dilettanti nella stagione 2005-2006.

La Paganese ritornò in Serie D chiudendo al primo posto il campionato di Eccellenza 1998-1999. Seguirono sei stagioni in serie D sotto la presidenza di Domenico Lombardi 1998-2001, Salvatore Righi 2001-2002, Andrea Torre 2002-2003 e Raffaele Trapani dal 2003. Nella stagione 2005-2006 la squadra ha vinto il Girone H della Serie D, aggiudicandosi dunque il passaggio in Serie C2, con cinque giornate di anticipo.
La Paganese successivamente partecipa alla fase finale che vede impegnate le nove vincenti dei gironi della serie D. Gli azzurro stellati battono nel loro girone il Sorrento a Pagani per 2-1 e pareggiano a Cassino 0-0. In semifinale la Paganese affronta il Varese che viene battuto a Pagani per 2-1 e in Lombardia per 3-1. La finale vede di fronte Paganese e Fortis Spoleto. Grazie ad una doppietta di Romano, gli azzurri si aggiudicano lo Scudetto Serie D e potranno fregiarsi di portare il tricolore sul petto nella successiva stagione in C2.
Nella stagione seguente (2006-2007), dopo il campionato nel Girone B della Serie C2, la Paganese è riuscita a qualificarsi ai play-off per la promozione in Serie C1. Dopo il doppio confronto con la SPAL (1-0 a Pagani e 1-1 a Ferrara) e con la Reggiana (1-0 per gli emiliani all'andata, 2-0 dopo i tempi supplementari per i campani al ritorno) la Paganese è riuscita a ritornare in Serie C1 a distanza di 24 anni, realizzando una doppia promozione in due anni.
Al ritorno in C1 il tecnico, Vincenzo Cosco, si dimette dopo tre partite (due sconfitte e uno pareggio). Viene così ingaggiato Andrea Chiappini. Dopo un buon girone d'andata, quello del ritorno è negativo e la squadra si ritrova all'ultimo posto. Dopo la sconfitta per 5-0 col Legnano e il pareggio con l'Hellas Verona, in casa, il presidente Trapani esonera Chiappini e chiama Roberto Miggiano.
Nell'ultima giornata la squadra batte il Cittadella e riesce a qualificarsi ai playout, evitando la retrocessione diretta. Nei playout la Paganese incrocia il Lecco. La gara di andata in casa dei lariani termina 1-0 per i padroni di casa, mentre quella di ritorno viene vinta dalla squadra salernitana per 2-0.
Per la stagione 2008-2009 la dirigenza ingaggia come tecnico Ezio Capuano, e giocatori come Imparato (dalla Salernitana), Esposito (dal Foggia), Mirko Taccola (dal San Marino ma con esperienze in A con Inter e Napoli), Nassim Mendil, Giuseppe Ingrosso (proveniente dal Bari) e infine Armando Pantanelli, portiere veterano con numerose presenze in Serie A. La squadra riesce a centrare l'obiettivo stagionale, evitando i play-out e salvandosi direttamente.
Per la stagione 2009-2010 viene richiamato Giuseppe Palumbo come guida tecnica della squadra; Palumbo viene poi sostituito dopo due giornate da Andrea Pensabene, a sua volta esonerato dopo nove giornate. Successivamente nessuna novità per quanto riguarda la panchina della Paganese in quanto rientra nei ranghi tecnici della squadra il tecnico lucano Giuseppe Palumbo. Al termine della stagione la squadra retrocede dopo aver perso gli spareggi salvezza con il Viareggio.

### Gli anni 2010
Per la stagione 2010-2011 grazie al ripescaggio del 4 agosto 2010, ha disputato per il quarto anno consecutivo il campionato di Lega Pro Prima Divisione. La Paganese termina però il campionato all'ultimo posto dopo l'1-0 con il Südtirol e viene direttamente retrocessa in Lega Pro Seconda Divisione.
Nella stagione 2011-2012 la Paganese si classifica al sesto posto nel girone C di Seconda Divisione, guadagnando l'accesso ai play-off; nel corso degli spareggi, la formazione allenata da Gianluca Grassadonia sconfigge in semifinale la Vigor Lamezia e in finale il Chieti, ritornando in Lega Pro Prima Divisione.
Nella stagione 2012-2013 la Paganese batte in trasferta dopo 50 anni la Nocerina per 4-1, nella partita disputata sul campo neutro del Chieti a porte chiuse per motivi di ordine pubblico. La squadra, guidata da Gianluca Grassadonia va a segno con Girardi, Calvarese e doppietta di Francesco Scarpa. La Paganese si salva tranquillamente grazie al nono posto..
Nelle successive due stagioni: 2013-2014 e 2014-2015 ottiene una tranquilla salvezza e nella terza stagione di fila nel campionato nazionale di terza serie, nel 2015-2016, la Paganese ottiene un ottimo 9º posto, che le consente di partecipare alla Coppa Italia di Serie A e B nella stagione 2016-2017. Per un problema relativo al rateizzo di imposte non pagate alla Paganese non è concessa inizialmente l'iscrizione al campionato di Lega Pro 2016-2017, ma dopo aver fatto ricorso al TAR del Lazio la società viene riammessa in Lega Pro. Nel suo 90º anno di vita ottiene per la prima volta un piazzamento utile per la qualificazione ai play-off per la promozione in Serie B, persi contro il Cosenza.

### Gli anni 2020
Nella stagione 2020-2021 la Paganese arriva 17º
andando ai playout con il Bisceglie 
Perde 2-1 all andata, e vince 3-2 al ritorno restando in terza divisione.
Nella stagione 2021-2022 la Paganese arriva 18º andando ai playout contro la Fidelis Andria, vincendo 1-0 allo Stadio Marcello Torre e perdendo 1-0 allo Stadio Degli Ulivi, tornando dopo 16 anni in Serie D.
Nella stagione 2022-2023 la Paganese sfiora all’ultima giornata l’immediato ritorno in Serie C e si piazza 2º nel girone G a 2 punti dal Sorrento che vince il torneo.
Nei playoff dopo la vittoria 3-2 Contro la Lupa Roma, perde la finale per 2-0 contro la Casertana
Nella stagione 2023-2024 la Paganese si piazza 7º Nel girone H.

## Colori e simboli

### Colori
- 1926-1929  Unione Sportiva Paganese
- 1929-1931  Unione Sportiva Fascista Paganese
- 1931-1945  Associazione Sportiva Pagani
- 1945-1982  Unione Sportiva Paganese
- 1982-1989  Paganese Calcio S.r.l.
- 1989-1991  Polisportiva Azzurra Paganese
- 1991-1998  Associazione Calcio Paganese
- 1998-2003  Associazione Sportiva Real Paganese
- 2003-  Paganese Calcio 1926 S.r.l.

Il colore sociale è l'azzurro. La prima maglia è azzurra con delle righe bianche. La seconda maglia, invece, è bianca con righe azzurre; la terza maglia, infine, è rossa con righe bianche.
Nella sua storia, la Paganese ha cambiato diverse volte la sua denominazione. Nel 1926 nasce la Unione Sportiva Paganese, in seguito nel 1929 la Paganese assume la denominazione di U.S. Paganese Fascista per via del regime. Nel 1931, la squadra cambia nuovamente denominazione in A.S. Pagani, tale denominazione rimarrà fino al 1945 quando ritorna la denominazione originale di U.S. Paganese. Dal 1982 al 1989, cambia la denominazione in Paganese Calcio S.r.l.
In seguito all'esclusione dai campionati per problemi economico-finanziari, nel periodo 1989-1991 la squadra assumerà la denominazione di Polisportiva Azzurra Paganese, ma dal 1991 assumerà la denominazione di Associazione Calcio Paganese.
Nel 1997 la squadra cede i diritti sportivi al San Marzano e l'anno seguente la società viene assorbita dall'Associazione Sportiva Real Paganese, già attiva da un paio d'anni, la quale porterà avanti la storia del calcio cittadino con il ritorno della vecchia denominazione dal 2003, con l'arrivo di Raffaele Trapani, di Paganese Calcio 1926 S.r.l.

### Simboli ufficiali

#### Stemma
Lo stemma societario è formato da uno scudo azzurro all'interno del quale si trova una stella bianca a cinque punte e la denominazione della squadra. Il logo ufficiale è stato adottato dalla società dal 2003, quando Raffaele Trapani è diventato presidente del club.

#### Inno
L'inno della squadra è la famosa canzone di Rino Gaetano, Ma il cielo è sempre più blu.

## Strutture

### Stadio
Dal sito ufficiale della società:

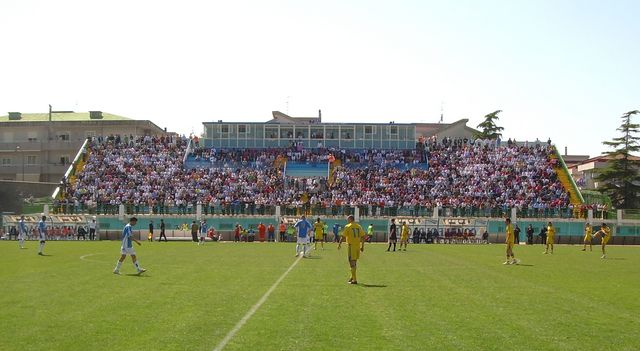
La tribuna dello stadio Marcello Torre.

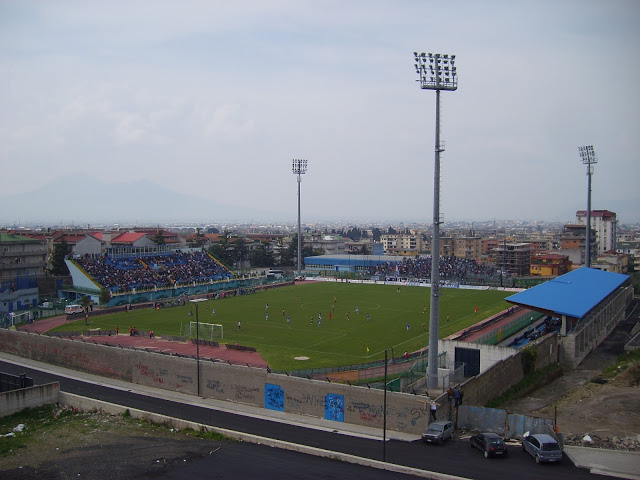
Stadio Marcello Torre di Pagani

Lo stadio Comunale di Pagani, inaugurato il 19 settembre 1975, è intitolato alla memoria di Marcello Torre, sindaco della città e presidente della Paganese, ucciso l'11 dicembre 1980 in un agguato camorristico. Lo stadio, recentemente ristrutturato, è dotato di:
- impianto di illuminazione;
- nuovi spogliatoi per gli atleti;
- sala medica e antidoping;
- palestra;
- sala stampa;
- tribuna stampa con 20 posti a sedere,
- 4 postazioni Tv/radio e connessione Internet Adsl;
- parcheggio interno ed esterno.

Il terreno di gioco misura 105 m x 65 m e la capienza totale è di 5093 posti a sedere (1890 tribuna, 1453 distinti, 1200 curva nord, 500 settore ospiti), il settore distinti è interamente coperto. Lo stadio è di proprietà del Comune di Pagani ma la gestione è stata concessa alla Paganese Calcio 1926.

## Società
L'attuale società è stata creata nel 2003 con presidente Raffaele Trapani. Fanno parte dell'organigramma anche i vicepresidenti Piccolo Alfonso e Felice Santoriello. Gli altri componenti dell'organigramma il segretario Alfonso Manzo come responsabile amministrativo e Rosati Gianfranco per la segreteria sportiva.
L'ufficio stampa comprende Valentino Amato, Francesco Caiazzo, Luigi Amendola, Francesco De Vivo e Alfonso Belsito. Fotografo ufficiale è Mirco Sorrentino. L'ufficio legale è tenuto dagli avvocati Angelo Cavallo e Christian Elettore.

### Organigramma societario
Dal sito internet ufficiale della società
- Nicola Cardillo - Presidente
- Aniello Calabrese - Presidente Onorario
- Giuseppe Caiazzo - Resp. Settore Giovanile
- Filippo Raiola - Amministratore Unico
- Filippo Raiola - Direttore Generale
- Antonio Bocchetti - Direttore Sportivo
- Lorenzo Ansaldi - Team manager
- Gianfranco Rosati - Segretario Generale
- Manzo Alfonso - Segretario Amministrativo
- Sel. Pol. S.r.l. - Resp. Security

Area Comunicazione, Area Legale e Sponsor
- Salvatore Conte - Ufficio Stampa e Speaker
- Luigi Amendola - Ufficio Stampa
- Gerardo Di Palma - Ufficio Stampa
- Valentina Troiano - Ufficio Stampa
- Francesco De Vivo - Ufficio Stampa
- Alfonso Amarante - Fotografo ufficiale
- Mario Pepe - Responsabile web
- Mena De Pascale - Resp. marketing
- Avv. Angelo Cavallo - Ufficio legale
- Avv. Christian Elettore - Ufficio legale
- - Sponsor Solenzo Energia S.r.l.
- Givova - Sponsor Tecnico

### Sponsor
| Cronologia degli sponsor tecnici - 1926-2008 ... - 2008-2018 Legea - 2018- Givova | Cronologia degli sponsor ufficiali - 1926-2008 ... - 2008-2009 Istituto Radiologico De Martino - 2009-2010 Jomi S.p.a. - 2010-2011 CO.FI.MAR S.p.a. - 2011-2012 Mr. Magazine - 2012-2014 Eco Sider S.r.l. - 2014-2015 non presente - 2015-2016 Eco Sider S.r.l., Myo Hotel - 2016-2017 Vitale Conserve - 2019-2020 Jomi S.p.a., Lena Broker S.r.l., Agrovo Alimentari S.r.l. - 2020-2021 Agrovo Alimentari S.r.l., Laboratorio di analisi cliniche Cannella/De Leo S.r.l. , Effezeta System S.r.l. - 2021-2022 Vrent S.p.a., Vitale Conserve, Agrovo Alimentari - 2022-2023 Solenzo Energia S.r.l. - 2023-2024 Solenzo Energia S.r.l. |

## Allenatori e presidenti
Di seguito gli allenatori e i presidenti a partire dall'anno di fondazione.
- 1928-1929  Carlo Venturini
- 1929-1930  Gherloni
- 1930-1931  Carlo Venturini
- 1931-1932  Francesco Capriglioni
- 1932-1933  Pokl
 Carlo Cerasoli
- 1933-1934  Carlo Cerasoli
- 1934-1943 il club è inattivo.
- 1943-1945 campionati sospesi per cause belliche.
- 1945-1948  Gerardo Tessitore
- 1948-1949  Fuzy
 De Martino
- 1949-1950  Antonio Valese
- 1950-1951  Silvio Brioschi
- 1951-1952  Imre Payer
 Antonio Punzi
- 1952-1953  Antonio Punzi
- 1953-1954  Benedetto Del Re
 Antonio Punzi
- 1954-1955  Menotti Bugna
- 1955-1956  Natale Bertoloni
- 1965-1957  Antonio Valese
- 1957-1958  Mario Rosi
- 1958-1962  Antonio Punzi
- 1962-1963  Milite e  Antonio Valese
- 1963-1964  Antonio Punzi
- 1964-1965  Elio Grappone
- 1965-1966  Giacomo De Caprio
- 1966-1967  Osvaldo Mancuso e  Antonio Valese
- 1967-1969  Antonio Valese
- 1969-1970  Antonio Valese e  Giulio Lopez
- 1970-1971  Guido Gratton
 Giacomo De Caprio
- 1971-1972  Antonio Valese
 Sergio Vergazzola
- 1972-1973  Ercole Castaldo
 Nicola D'Alessio Monte
- 1973-1974  Nicola D'Alessio Monte
- 1974-1975  Giancarlo Vitali (1ª-7ª)
 Gennaro Rambone (8ª-34ª)
- 1975-1976  Lamberto Leonardi
- 1976-1977  Gennaro Rambone
- 1977-1978  Rosario Rivellino (1ª-17ª)
 Rinaldo Settembrino (18ª-28ª)
 Giampaolo Cominato (29ª-38ª)
- 1978-1979  Gennaro Rambone
- 1979-1981  Vincenzo Montefusco
- 1981-1982  Lucio Mujesan
- 1982-1983  Nenè (1ª-19ª)
 Tony Gianmarinaro (20ª-34ª)
- 1983-1984  Giovanni Ardemagni
 Renzo Aldi
 Giovanni Ardemagni
- 1984-1985  Angelo Mammì
- 1985-1986  Gennaro Olivieri
 Nino Scarfato
 Pietro Fontana
- 1986-1987  Silvano Scarnicci
 Riccardo Caruso
 Michele Abbandonato
 Angelo Mammì
- 1987-1988  Franco Stellato
 Costantino Ferraioli
- 1988-1989  Nino Scarfato
- 1989-1990  Angelo Mammì
 Antonio Merolla
- 1990-1992  Guglielmo Ricciardi
- 1992-1993  Guglielmo Ricciardi
 Angelo Mammì
 Enrico Serra
- 1993-1994  Errico Serra
 Mario Schettino
- 1994-1995  Nino Scarfato
 Gian Claudio Iannucci
 Gaetano Vergazzola
- 1995-1996  Gaetano Vergazzola
 Antonio Mazzocca
 Mario Pietropinto
- 1996-1997  Antonio Cinquegrana
 Mario Pietropinto
 Antonio Cinquegrana
- 1997-1998  Antonio Cinquegrana
 Costantino Ferraioi
 Pietro Nocerino
- 1998-1999  Giovanni Formicola (1ª-10ª)
 Amerigo Ferrara (11ª-30ª)
- 1999-2000  Franco Villa
- 2000-2001  Pietro Santin
- 2001-2002  Salvatore Amato (1ª-22ª)
 Raffaele Di Napoli (23ª-34ª)
- 2002-2003  Franco Villa
- 2003-2004  Vittorio Belotti (1ª-2ª)
 Pasquale Santosuosso (3ª-10ª)
 Vittorio Belotti (11ª-34ª)
- 2004-2005  Cosimo De Feo
- 2005-2006  Domenico Giacomarro
- 2006-2007  Giuseppe Palumbo
- 2007-2008  Vincenzo Cosco (1ª-3ª)
 Andrea Chiappini (4ª-25ª)
 Roberto Miggiano (26ª-34ª e play-out)
- 2008-2009  Ezio Capuano
- 2009-2010  Giuseppe Palumbo (1ª-2ª)
 Andrea Pensabene (3ª-11ª)
 Giuseppe Palumbo (12ª-34ª e play-out)
- 2010-2011  Giuseppe Palumbo (1ª-16ª)
 Ezio Capuano (17ª-34ª)
- 2011-2012  Gianluca Grassadonia (1ª-23ª)
 Giuseppe Palumbo (24ª-39ª)
 Gianluca Grassadonia (40ª e play-off)
- 2012-2013  Gianluca Grassadonia
- 2013-2014  Agenore Maurizi (1ª-17ª)
 Vittorio Belotti e  Luca Fusco (18ª-34ª)
- 2014-2015  Stefano Cuoghi (1ª-7ª)
 Andrea Sottil (8ª-38ª)
- 2015-2017  Gianluca Grassadonia
- 2017-2018  Salvatore Matrecano (1ª)
 Massimiliano Favo (2ª-27ª)
 Fabio De Sanzo (28ª-38ª e play-out)
- 2018-2019  Luca Fusco (1ª-11ª)
 Fabio De Sanzo (12ª-31ª)
 Alessandro Erra (32ª-38ª e play-out)
- 2019-2020  Alessandro Erra
- 2020-2021  Alessandro Erra (1ª-18ª)
 Raffaele Di Napoli (19ª-38ª e play-out)
- 2021-2022  Raffaele Di Napoli  (1ª-2ª)
 Gianluca Grassadonia (3ª-36ª)
 Raffaele Di Napoli (37ª-38ª e play-out)
- 2022-2023  Domenico Giampà
- 2023-2024  Massimo Agovino
- 2024-  Raffaele Esposito

- 1926-1929  Giuseppe Baldanza
- 1929-1930  Constantino Astarita
- 1930-1931  Dino Ciacci
- 1929-1930  Cesare Schiavo
- 1932-1934  Nicola De Pascale
- 1934-1943 il club è inattivo.
- 1943-1945 campionati sospesi per cause belliche.
- 1945-1947  Raffaele De Vivo
- 1947-1948  Raffaele De Pascale
 Alfonso Tortora
- 1948-1957  Alfonso Tortora
- 1957-1962  Raffaele De Vivo
- 1962-1963  Marcello Torre[N 1]
- 1963-1965  Renato Santillo
- 1965-1973  Attilio De Pascale
- 1973-1974  Attilio De Pascale
 Vincenzo Cascone
- 1974-1976  Attilio De Pascale
- 1976-1979  Marcello Torre
- 1979-1982  Vincenzo De Risi
- 1982-1983  Vincenzo De Risi
 Vincenzo Cascone
- 1983-1987  Vincenzo Cascone
- 1987-1988  Domenico Bifolco
- 1988-1989  Vincenzo Cascone
- 1989-1990  Giovanni Cascone
- 1990-1994  Raffaele Iacuzio
- 1994-1995  Dino Malet
 Pietro Francione
- 1995-1997  Pietro Francione
- 1997-1998  Domenico Campitiello
- 1998-2001  Domenico Lombardi
- 2001-2002  Carlo Avallone
 Salvatore Righi
- 2002-2003  Andrea Torre
 Michele Califano
- 2003-2023  Raffaele Trapani
- 2023-  Aniello Calabrese

Annotazioni
1. ↑  Commissario straordinario.

## Palmarès

### Competizioni nazionali
- Scudetto Serie D: 1

2005-2006

### Competizioni interregionali
- Serie D: 2

1975-1976 (girone G), 2005-2006 (girone H)

### Competizioni regionali
- Prima Divisione: 1

1948-1949 (girone B)
- Prima Categoria: 1

1966-1967 (girone C)
- Eccellenza: 2

1991-1992 (girone B), 1998-1999 (girone B)
- Campionato italiano di terza divisione: 1

1932-1933

## Statistiche e record

### Partecipazione ai campionati
| Livello | Categoria                       | Partecipazioni | Debutto   | Ultima stagione | Totale |
| ------- | ------------------------------- | -------------- | --------- | --------------- | ------ |
| 3º      | Serie C                         | 7              | 1976-1977 | 2021-2022       | 20     |
| 3º      | Serie C1                        | 5              | 1978-1979 | 2007-2008       | 20     |
| 3º      | Lega Pro Prima Divisione        | 5              | 2008-2009 | 2013-2014       | 20     |
| 3º      | Lega Pro                        | 3              | 2014-2015 | 2016-2017       | 20     |
| 4º      | Seconda Divisione               | 2              | 1929-1930 | 1933-1934       | 24     |
| 4º      | Promozione                      | 3              | 1949-1950 | 1951-1952       | 24     |
| 4º      | Serie D                         | 12             | 1967-1968 | 2024-2025       | 24     |
| 4º      | Serie C2                        | 6              | 1979-1980 | 2006-2007       | 24     |
| 4º      | Lega Pro Seconda Divisione      | 1              | 2011-2012 | 2011-2012       | 24     |
| 5º      | Campionato Nazionale Dilettanti | 2              | 1992-1993 | 1993-1994       | 11     |
| 5º      | Serie D                         | 7              | 1999-2000 | 2005-2006       | 11     |
| 5º      | Campionato Interregionale       | 2              | 1987-1988 | 1988-1989       | 11     |

### Partecipazione alle coppe
| Competizione                    | Partecipazioni | Debutto   | Ultima stagione | Totale |
| ------------------------------- | -------------- | --------- | --------------- | ------ |
| Coppa Italia                    | 4              | 1982-1983 | 2017-2018       | 4      |
| Coppa Italia Lega Pro           | 9              | 2008-2009 | 2013-2014       | 20     |
| Coppa Italia Serie C            | 6              | 1981-1982 | 1986-1987       | 20     |
| Coppa Italia Semiprofessionisti | 5              | 1976-1977 | 1980-1981       | 20     |
| Coppa Italia Serie D            | 7              | 1999-2000 | 2005-2006       | 7      |
| Poule Scudetto                  | 1              | 2005-2006 | 2005-2006       | 1      |

### Statistiche individuali
| Record di presenze - 227 Francesco Scarpa (2006-2008; 2011-2013, 2017-2021) - 214 Luigi Di Giaimo (1971-1972; 1973-1979) - 189 Luciano Costanzo (1964-1971) - 175 Luigi Sasso - 156 Carmine Lomonte (1977-1981; 1983-1984) - 153 Lino Grassi (1976-1979; 1981-1983) - 145 Gianclaudio Iannucci (1976-1981) - 143 Gianni Patalano (1975-1979) - 128 Santo Giordano (1979-1983) - 126 Vincenzo Milano | Record di reti - 78 Franco Palladino - 76 Italo Tramontano (1965-1966) - 62 Luigi Sasso - 58 Francesco Scarpa (2006-2008; 2011-2013, 2017-2021) - 51 Salvatore Cafiero (1958-1959) - 41 Angelo Mammì (1973-1976) - 38 Giuseppe Orlando - 37 Giulio Savastano - 37 Michele Bisogno - 36 Salvatore Perrone - 36 Gaetano Romano (2004-2006) |

## Tifoseria

### Storia
Sicuramente è negli anni '70 ed in particolare con la nascita del nuovo stadio Comunale, successivamente intitolato a Marcello Torre, dopo il suo assassinio, e che in passato era stato ex sindaco di Pagani e presidente della locale squadra di calcio, che nascono i primi gruppi organizzati che pongono le basi del movimento ultras a Pagani. Compaiono così nel settore distinti, da sempre casa del tifo Paganese, i primi striscioni in rappresentanza dei gruppi: Blue Fighters, Panthers e Ultras. Un periodo in cui la squadra campana è stabilmente in Serie C.
Con il trascorrere del tempo e la conseguente modernizzazione del tifo anche a Pagani le cose cominciano a cambiare, ed in particolare il 2 dicembre 1984, nasce il gruppo degli Street Urchins che in italiano significa "I monelli di strada". Gruppo che si identificherà nell'immagine del "ragazzo bendato", e che porrà le radici di una nuova cultura Ultras. Sono gli anni in cui nasce lo storico gemellaggio, ancora oggi più vivo che mai, con i ragazzi di Frosinone e la curva nord "Ciociara".
Paradosso vuole che proprio in quegli anni la Paganese va incontro ad uno dei periodi più bui della sua storia calcistica che culmina con la retrocessione nei dilettanti al termine dal campionato di Serie C2 nel 1986-87.
Agli inizi degli anni 1990, con l'avvento di una nuova proprietà, nascono altre realtà che daranno un nuovo impulso al tifo degli azzurrostellati, come il Cruel Group e i Wild Kaos. Il 23 febbraio 1992, per Paganese-Nocerina, nacque il gruppo della Gioventù Azzurra. che diventerà in seguito poi solo Gioventù, il cui motto era "Cerchiamo prestigio, difendiamo l'onore. Pretendiamo rispetto".
Nel 1995, nascono le Teste Matte, che daranno il loro contributo alla tifoseria paganese per circa dieci anni ma proprio nell'anno del ritorno in Serie C2 preferiranno, sciogliersi per motivi strettamente personali.
Nel 2004, poi nascono gli Urban Kaos, gruppo giovane che insieme al duo Gioventù e Street Urchins rappresentano i gruppi attivi del tifo paganese.

### Gemellaggi e rivalità
La tifoseria è in cattivi rapporti con la tifoseria della Casertana, della Cavese della Juve Stabia e della Nocerina. Rapporti tesi si hanno anche con le tifoserie di Avellino, a seguito di scontri tra le due tifoserie sul Raccordo autostradale Salerno-Avellino, e Latina (dovuta al gemellaggio dei paganesi col Frosinone), oltre a piccoli dissidi con la tifoseria di Cassino, per via sempre del gemellaggio coi ciociari. In passato era in amicizia con la tifoseria della Salernitana, ma in seguito a violenti scontri nella stagione 2010-2011, il rapporto di amicizia si interruppe bruscamente, andando a creare una disputa territoriale. La tifoseria è gemellata esclusivamente con quella del Frosinone ed in rapporto di amicizia con quella del Savoia e del Giugliano. Inoltre il gruppo Street Urchins è gemellato con i Green Boys 2005, gruppo Ultras della formazione belga de La Louvière .